# Gerhard Benisch
Gerhard Benisch (* 24. Dezember 1930 in Guben) ist ein deutscher Konstrukteur, Ingenieur und ehemaliger Volkskammerabgeordneter für den Freien Deutschen Gewerkschaftsbund (FDGB).

## Leben
Benisch stammte aus einer Arbeiterfamilie. Nach dem Besuch der Volks- und der Berufsschule absolvierte er nach Ende des Zweiten Weltkrieges von 1945 bis 1948 eine Lehre zum Maschinenschlosser. Von 1852 bis 1955 studierte er an der Ingenieurschule Wildau mit Abschluss als Ingenieur. Danach wurde er Konstrukteur und Versuchsingenieur im VEB Industriewerke Ludwigsfelde.

## Politik
Benisch wurde 1946 Mitglied des FDGB. In der Wahlperiode von 1963 bis 1967 war er Mitglied der FDGB-Fraktion in der Volkskammer der DDR. Er gehörte dem Ausschuss für Industrie, Bauwesen und Verkehr an.

## Auszeichnungen
- Zweifacher Aktivist